# 惠州战役 (1923年)
惠州战役發生於1923年5月20日－12月2日，地點則是在中國粵東南一帶。是北洋政府時期大型戰鬥之一。惠州戰鬥的交戰兩方為孫中山的陆海军大元帅大本营军队、桂軍及滇军，另一方則為本來陳炯明部之粵軍。戰鬥結束，原陳炯明部仍佔領粵東，孫中山東征計劃遭到嚴重挫折。

## 背景
1922年六一六事变后，陈炯明与孙中山决裂。1922年底，孫聯合駐廣西之滇軍、桂軍及駐西江之部分粵軍趕走陳炯明，奪回廣州:33。1923年1月16日，擁護孫的滇軍楊希閔部、桂军劉震寰部、和倒戈粤軍合组西路討賊軍擊敗陳炯明部，陳炯明退守東江。2月21日，孫抵廣州，重建大元帥府。當時陳炯明佔據東江一帶及潮州、汕頭等地，與孫成相持之局:33。4月下旬，陈炯明余部乘沈鸿英叛乱之机，由暗中活动改为公开叛变，杨坤如、熊略率兵7000人迫走姚雨平，据惠州市惠阳区。:13
5月2日，孙中山令刘震寰、刘玉山、陈天太等部桂军从北江移驻东菀、石龙一带，鞏固東江下游，滇軍楊希閔攻占軍田，進抵琶江:550。5日，滇軍胡思舜克黎洞、連江口，陈炯明部杨坤如率部开至石龙附近:567。6日，胡思舜克英德:578。7日，陳軍林虎向梅縣的許崇智進攻:590。9日，滇軍克韶關，沈鴻英逃往南雄，北江戰事暫告結束，:605。10日，叶举、洪兆麟秘密进人惠州城，设总司令部于百花洲，遥戴陈炯明为总司令，由洪兆麟暂代，叶举为总指挥，杨坤如为前敌总指挥，并率部进攻增城、石龙。孙、陈双方战端乃开。:14
13日，劉玉山部收復博羅:639，15日，陳軍林虎部攻占梅縣:655，16日，桂軍劉震寰部為陳軍練演雄部所敗，由寶安退深圳:656，18日，國民革命軍克肇慶，沈鴻英部逃離，西江戰事結束:659。

## 經過
5月20日，孫中山下令開始進攻惠州:662:202-203，25日，陳炯明率軍擊敗潮汕的許崇智，旋即派兵赴惠州:686，27日，再攻惠州未果:693。5月28日，滇桂軍包围惠州城，抢占城外制高点飞鹅岭:701。29日，联军向惠州城猛攻，逼近城门及西湖。陈军闭城门坚守。晚，陈军钟子廷旅绕至联军后路，与城内陈军展开夹攻，联军溃败，退往平湖。:166月4日，直系军阀吴佩孚为解除陈炯明困境，命令江西督军方本仁、粤军叛将谢文炳配合沈鸿英进犯粤北。本日，沈鸿英攻陷韶关，并继续南下；8日，攻陷英德。:166月5日，孙文偕蒋中正视察前线，要求各部于三日后展开总攻。8日，在孙中山的亲自督战下，各部在飞机的掩护下向惠州城展开进攻，进攻持续二十余日。26日，孙中山特派中央直辖警备军军长姚雨平兼惠州安抚使。27日，东江联军三路会攻惠州，飞机队散发传单，联军用大炮猛轰，同时用地雷将城基炸开一缺口，轰毙守军数百人，联军冲锋队千余人由缺口冲入，被守军机枪猛烈射击，伤亡过半，余部退回。:185月30日，陳軍突襲廣州，被擊退:709。
6月1日，孫中山親自到東江督師，調胡培德部增援:713，6日，孫中山至博羅，部署第二次進攻:764。9日，孫中山督師總攻惠州，未克:772。12日，北江滇軍張武旅叛變，楊希閔率部退至河頭:778，27日，陳炯明從香港返回潮汕:882，28日，滇軍大破沈鴻英於北江:895，30日，陳炯明派軍進攻閩南:904。7月4日，滇軍克復韶關，沈鴻英逃入江西:10，陈炯明亲率林虎部8000人由梅县取道兴宁援救惠州。孙中山急调北江滇军蒋光亮、胡思舜两部驰赴东江增援。:196日，許崇智部在惠州城外擊退陳炯明:19。
16日，联军总攻惠州。刘震寰部攻惠城南门，刘玉山部攻惠城北门，东西两门因水涨不能攻，只由城外鸡山及北面、下马庄等处开机枪射击。架设在距城约9里的十五生大炮开炮轰击，共发9炮，仅一弹落惠城中。各军在飞机、大炮、机枪、地雷配合下进行强攻，并有敢死队数百人用云梯、绳索板攀登城墙，但为守军所阻，未能攻下:86。18日，陈炯明在河源派3000余人直攻博罗，攻惠州城之许崇智部及刘震寰一部调往博罗增援。困守惠城之杨坤如乘机开北门冲出，刘震寰部敢死队数百人乘机冲入城内，经激战，敢死队被逐出。是晚，陈军夜袭刘震寰部，刘部退十余里。:197月下旬，粤军林虎等部攻入闽南。26日，孫中山赴石龍督師:125。
8月初，粤军攻克漳州，逼近厦门:203。23日，孫中山遷大本營至石龍:283，陳軍圍困博羅。6日，孫中山親率軍援救博羅:360，10日，陳軍撤離，博羅解圍:377，陳炯明返回海豐:380，12日，聯軍克南雄:389。9月20日，孫中山親赴飛鵝嶺前綫:425，24日，親督師攻惠州，不克:442，29日，陳炯明之南路軍攻陷廉州:462。
10月下旬，叶举与洪兆麟率主力部队分两路西进救援惠州，林虎则率部经河源进攻回龙、埔前、古竹一带。在叶举的指挥下，援军一路经白花芒、一路经三多祝、惠阳包夹围城孙军。孙軍于10月27日向博罗、樟木头溃退，杨坤如则趁势出城追击，惠州之围遂解，陈炯明随即进入惠州设立司令部:203-204。23日，陳炯明試圖進攻廣州:616，11月3日，孫中山抵石龍督師:641，5日，林虎占領虎門:650，旋為許崇智大破:658，8日，各路聯軍返回廣州:665，12日，陳軍占領石龍，再次逼近廣州:676，18日，兩軍在廣州東郊交戰，陳軍敗退:702，26日，聯軍收復石龍，增城解圍，陳軍全部退回惠州:741。

## 影响
此次惠州战役，孙中山利用的是杨希闵所率的滇军和刘震寰所率的桂军。然而杨、刘当初之所以参加讨伐陈炯明的战争，只是利用孙中山的威望进占广东地盘。广州既下，对于继续东征打仗缺少意愿，所以消极怠战，役间不听调遣。孙中山痛感自己没有真正可靠的革命军队，所以决心创办黄埔陆军军官学校。

## 參看
- 北洋政府
- 中華民國北洋政府時期內戰戰鬥列表